# Ptyas
Ptyas – rodzaj węży z podrodziny Colubrinae w rodzinie połozowatych (Colubridae).

## Zasięg występowania
Rodzaj obejmuje gatunki występujące w Turkmenistanie, Iranie, Afganistanie, Pakistanie, Chinach, na Tajwanie, w Indiach, Sri Lance, Bhutanie, Bangladeszu, Mjanmie, Tajlandii, Laosie, Wietnamie, Kambodży, Malezji, Singapurze, na Filipinach, w Brunei, Indonezji i Japonii.

## Systematyka

### Etymologia
- Ptyas: gr. πτυας ptuas, πτυαδος ptuados „rodzaj żmii”[10].
- Eurypholis: gr. ευρυς eurus „szeroki”[11]; φολις pholis, φολιδος pholidos „rogowa łuska”[12]. Gatunek typowy: Eurypholis semicarinatus Hallowell, 1860.
- Zaocys: gr. ζα- za- „bardzo”[13]; ωκυς ōkus „szybki”[14]. Gatunek typowy: Coluber dhumnades Cantor, 1842.
- Zapyrus: gr. ζα- za- „bardzo”[13]; πυρ pur, πυρος puros „ogień”[15]. Gatunek typowy: Coryphodon fuscus Günther, 1858.
- Cyclophiops: rodzaj Cyclophis Günther, 1858; ωψ ōps, ωπος ōpos „wygląd, twarz”[16]. Gatunek typowy: Cyclophiops doriae Boulenger, 1888.
- Entechinus: gr. εντος entos „wewnątrz, w środku”[17]; έχίνος ekhinos „jeż”[18]. Gatunek typowy: Cyclophis major Günther, 1858.
- Adiastema: gr. αδην adēn, αδενος adenos „gruczoł”[19]; στημα stēma, στηματος stēmatos „zewnętrzna powłoka fallusa”[20]. Gatunek typowy: Adiastema cervinum Werner, 1925 (= Eurypholis semicarinatus Hallowell, 1860).

### Podział systematyczny
Do rodzaju należą następujące gatunki:
- Ptyas bachmaensis Nguyen, Vo, Orlov, Phan, Le, Nguyen, Tran, Murphy & Che, 2024
- Ptyas carinata (Günther, 1864)
- Ptyas dhumnades (Cantor, 1842)
- Ptyas dipsas (Schlegel, 1837)
- Ptyas doriae (Boulenger, 1888)
- Ptyas fusca (Günther, 1858)
- Ptyas herminae (Boettger, 1895)
- Ptyas korros (Schlegel, 1837) – daman żółtobrzuchy[21]
- Ptyas luzonensis (Günther, 1873)
- Ptyas major (Günther, 1858)
- Ptyas mucosa (Linnaeus, 1758)
- Ptyas multicincta (Roux, 1907)
- Ptyas nigromarginata (Blyth, 1855)
- Ptyas semicarinata (Hallowell, 1861)